# Anuvis Angulo
Anuvis Anays Angulo Castillo (nacida el 3 de mayo de 2001) es una futbolista panameña que juega como delantera en el CIEX Sports Academy de la Liga de Fútbol Femenino de Panamá.

## Trayectoria

### Inicios
Comenzó jugando para la selección provincial de Panamá Oeste disputando varios torneos nacionales.

### Brujas FC
En el 2017 comenzó a jugar en la Liga de Fútbol Femenino con el Brujas FC.

### SD Atlético Nacional
En el 2018 fue anunciada como nueva jugadora del SD Atlético Nacional. Quedó subcampeona de la Liga de Fútbol Femenino (Panamá) 2018.

### SD Panamá Oeste
A inicio del 2019 fue anunciada como nueva jugadora del con el club SD Panamá Oeste.

### Tauro FC
En el 2019 pasó a formar parte del Tauro FC disputando varios torneos con el club. Salió campeona del Torneo Apertura 2021 LFF, de la Superfinal de Liga de Fútbol Femenino de Panamá 2020-21 y del Torneo Clausura 2021 LFF.

### Atlético Nacional
El 18 de febrero de 2022 fue anunciado como nueva jugadora del Atlético Nacional. Debutó con el club el 7 de marzo de 2022 en la derrota 1 a 3 contra el Deportes Tolima en el Estadio Atanasio Girardot. Jugó 7 partidos con el club.

### Tauro FC
A mitad del 2022 regresó al Tauro FC saliendo campeona de la Liga de Fútbol Femenino 2022.

### Sporting SM
En el 2023 pasó a formar parte del Sporting SM, quedando subcampeona del torneo LFF 2023.

### CIEX Sports Academy
El 31 de enero de 2024, fue anunciada como nueva jugadora del CIEX Sports Academy.

## Selección nacional

### Categorías inferiores
Fue convocado por la selección sub-17 de Panamá para la clasificatoria Centroamericana de Concacaf en 2017.

### Selección absoluta
Angulo apareció en un partido para Panamá en el Campeonato Femenino CONCACAF 2018.

## Clubes
| Club                 | País     | Año         |
| -------------------- | -------- | ----------- |
| Brujas FC            | Panamá   | 2017        |
| SD Atlético Nacional | Panamá   | 2018        |
| SD Panamá Oeste      | Panamá   | 2019        |
| Tauro FC             | Panamá   | 2019 - 2021 |
| Atlético Nacional    | Colombia | 2022        |
| Tauro FC             | Panamá   | 2022        |
| Sporting SM          | Panamá   | 2023        |
| CIEX Sports Academy  | Panamá   | 2024        |
| Chorrillo FC         | Panamá   | 2024 - act. |

## Palmarés

### Títulos nacionales
| Título           | Club     | País   | Año     |
| ---------------- | -------- | ------ | ------- |
| Primera División | Tauro FC | Panamá | 2021-A  |
| Superfinal LFF   | Tauro FC | Panamá | 2020-21 |
| Primera División | Tauro FC | Panamá | 2021-C  |
| Primera División | Tauro FC | Panamá | 2022    |